# Viñegra de Moraña
Viñegra de Moraña és un municipi de la província d'Àvila, a la comunitat autònoma de Castella i Lleó.
| 1991 |  | 1996 |  | 2001 |  | 2004 |
| ---- |  | ---- |  | ---- |  | ---- |
| 92   |  | 101  |  | 86   |  | 85   |